# ルネ (アランソン公)

アランソン公の紋章

ルネ・ダランソン（René d'Alençon）またはルネ・ド・ヴァロワ（René de Valois, 1454年 - 1492年11月1日）は、アランソン公（1478年 - 1492年）。

## 生涯
アランソン公ジャン2世と2番目の妻マリー・ダルマニャック（アルマニャック伯ジャン4世の娘）の唯一の男子である。
父ジャン2世は1474年にアランソン公、ペルシュ伯などの爵位を剥奪された上で1476年に獄死していたが、1478年にルネはそれらを回復した。

## 子女
はじめタンカルヴィユ伯ギヨーム・ダルクールの娘マルグリット・ダルクールと結婚したが、子女はいない。
次いで1488年5月14日にトゥールにおいてロレーヌ公ルネ2世の妹マルグリット・ド・ロレーヌと再婚した。2番目の妻との間に1男2女をもうけている。
- シャルル4世（1489年 - 1525年）[1] - アランソン公
- フランソワーズ（1490年 - 1550年） - ロングヴィル公フランソワ2世と結婚[1]、ヴァンドーム公シャルル・ド・ブルボンと再婚
- アンヌ（1492年 - 1562年） - モンフェッラート侯グリエルモ9世と結婚[1]

また、以下の庶子がいる。
- シャルル（1545年没） - カニー領主[1]
- マルグリット - 1485年にジャック・ド・ボワギヨンと結婚[1]、アンリ・ド・ブルネルと再婚
- ジャクリーヌ - ジル・デ・オルムと結婚[1]